# Osieczna (gemeente in powiat Starogardzki)
De gemeente Osieczna is een landgemeente in het Poolse woiwodschap Pommeren, in powiat Starogardzki.
De gemeente bestaat uit 8 administratieve plaatsen solectwo: Długie, Klaniny, Krówno, Osieczna, Osówek, Szlachta, Zdrójno, Zimne Zdroje
De zetel van de gemeente is in Osieczna.
Op 30 juni 2004 telde de gemeente 2756 inwoners.

## Oppervlakte gegevens
In 2002 bedroeg de totale oppervlakte van gemeente Osieczna 123,26 km², waarvan:
- agrarisch gebied: 18%
- bossen: 76%

De gemeente beslaat 9,16% van de totale oppervlakte van de powiat.

## Demografie
Stand op 30 juni 2004:
| Omschrijving                   | Totaal | Totaal | Vrouwen | Vrouwen | Mannen | Mannen |
| ------------------------------ | ------ | ------ | ------- | ------- | ------ | ------ |
| eenheid                        | aantal | %      | aantal  | %       | aantal | %      |
| inwoners                       | 2756   | 100    | 1371    | 49,7    | 1385   | 50,3   |
| bevolkingsdichtheid (inw./km²) | 22,4   | 22,4   | 11,1    | 11,1    | 11,2   | 11,2   |

In 2002 bedroeg het gemiddelde inkomen per inwoner 1413,47 zł.

## Aangrenzende gemeenten
Czarna Woda, Czersk, Kaliska, Lubichowo, Osiek, Śliwice